# Autoroute A 714
Die Autoroute A 714, auch als Antenne de Montluçon bezeichnet, ist eine französische Autobahn, die als Zubringer für Montluçon zur A 71 dient. Ihre Länge beträgt insgesamt 10,0 km. Sie wurde am 29. Juni 2011 eröffnet.